# Strategie antiacces și de interdicție

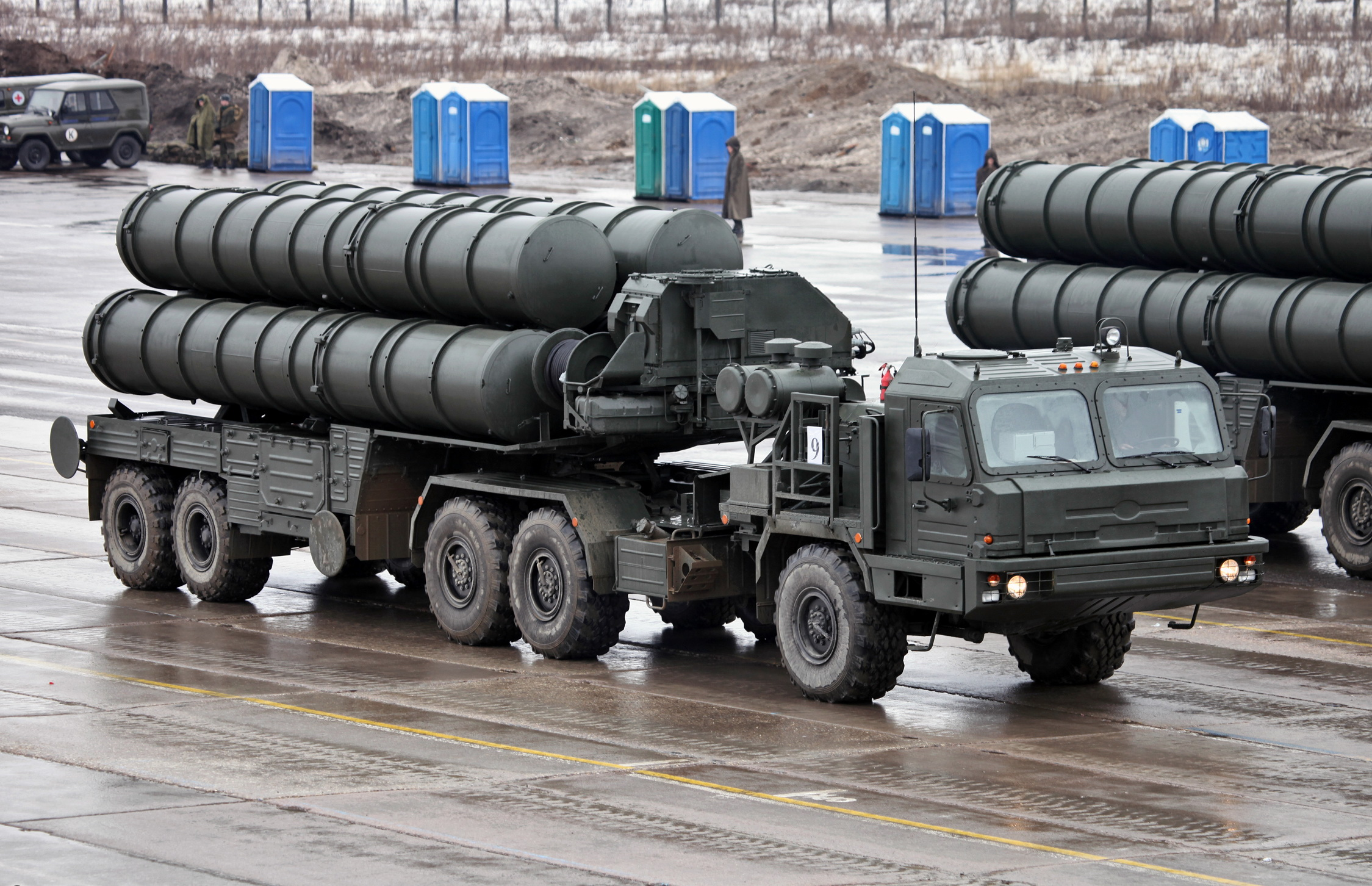
Un sistem de rachete sol-aer S-400 poate fi folosit ca un activ A2/AD.

Strategie antiacces și de interdicție (în engleză Anti-Acess/Area Denial Strategy, prescurtat A2/AD) reprezintă un concept strategic militar referitor la controlul accesului spre și în cadrul unui mediu operațional.  Într-o definiție simplă, un mediu antiacces se referă la acele acțiuni și capabilități, de obicei cu rază lungă de acțiune, concepute pentru a împiedica o forță adversă să intre într-o zonă operațională. Mediul de interdicție se referă la acele acțiuni și capabilități, de obicei cu rază mai scurtă de acțiune, concepute pentru a limita libertatea de acțiune a unei forțe adverse în zona operațională.   Pe scurt, A2 afectează mișcarea către un teatru de operații, în timp ce AD afectează mișcarea într-un teatru de operații. 
A2/AD se referă de obicei la o strategie folosită de un adversar mai slab pentru a se apăra împotriva unui adversar cu abilități superioare, deși un adversar mai puternic poate folosi de asemenea și el, A2/AD.